# Pedaria biseria
Pedaria biseria là một loài bọ cánh cứng trong họ Bọ hung (Scarabaeidae).